# Madrasostes suzukii
Madrasostes suzukii är en skalbaggsart som beskrevs av Ochi, Tsai och Masumoto 2005. Madrasostes suzukii ingår i släktet Madrasostes och familjen Hybosoridae. Inga underarter finns listade i Catalogue of Life.